# Aldrovandia phalacra
Aldrovandia phalacra är en fiskart som först beskrevs av Vaillant, 1888.  Aldrovandia phalacra ingår i släktet Aldrovandia och familjen Halosauridae. Inga underarter finns listade i Catalogue of Life.

## Bildgalleri

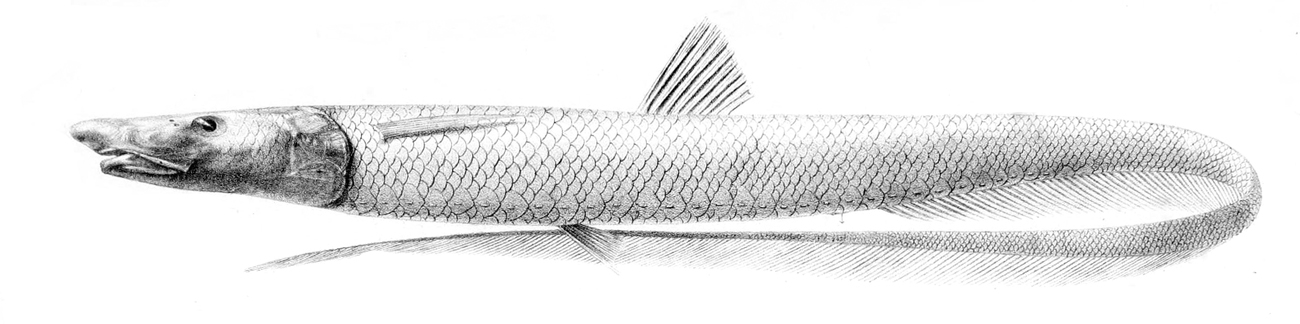